# Lepanthes crista-pulli
Lepanthes crista-pulli là một loài thực vật có hoa trong họ Lan. Loài này được Luer & R.Escobar mô tả khoa học đầu tiên năm 1983.